# Rufina (település)
Rufina település Olaszországban, Toszkána régióban, Firenze megyében. Lakosainak száma 7100 fő (2023. január 1.). Rufina Dicomano, Montemignaio, Pelago, Pontassieve, Londa és Pratovecchio Stia községekkel határos.

## Népesség
A település lakossága az elmúlt években az alábbi módon változott:
| Lakosok száma | 7469 | 7266 | 7100 |
|               | 2013 | 2018 | 2023 |